# Semiramide riconosciuta (Meyerbeer)
Représentations notables
- 1820, Teatro Comunale de Bologne
- 2005, Kursaal de Bad Wildbad
- 2006, cour du Palais ducal de Martina Franca

Personnages
- Sémiramis (Semiramide en italien), princesse d’Égypte et « roi » des Assyriens sous le nom de Ninos (alto)
- Ircano, prince scythe (ténor)
- Scitalce, prince d’une région de l’Inde (mezzo-soprano)
- Mirteo, prince royal d’Égypte, frère de Sémiramis (basse)
- Tamiri, princesse royale de Bactriane (soprano)
- Sibari, confident de Sémiramis (ténor)
- Nobles babyloniens, scythes, indiens et égyptiens ; soldats et gardes de différentes nations ; prêtres, musiciens, pages, danseurs, joueurs de cithares (chœur)

Airs
« Il piacer, la gioia scenda », air de Sémiramis du Ier acte
Semiramide riconosciuta est le cinquième opéra composé par Giacomo Meyerbeer, et son deuxième opéra composé pour un théâtre italien. Le livret est une adaptation, réalisée par le comte Lodovico Piossasco Feys, du célèbre poème de Pietro Metastasio, déjà mis en musique par Vinci (1723), Porpora (deux fois, en 1729 et 1739), Hasse (1744), Gluck (1748), Jommelli (deux fois, en 1753 et 1762), Traetta (1765) et Salieri (1782). La création eut lieu au Teatro Regio de Turin le 3 février 1819.

## Sujet
L’opéra est la trente-troisième et dernière mise en musique du livret de Métastase, écrit en 1729 et consacré à la façon dont la légendaire Sémiramis a réussi à se faire accepter comme reine de Babylone, après qu’on a découvert qu’elle s’était fait passer pour son propre fils, seul héritier légitime du trône. En 1823, Rossini composera un opéra sur un livret complètement différent de Gaetano Rossi, adapté de la tragédie de Voltaire (1748), s’attachant aux dernières heures de la reine légendaire.

## Argument
Plusieurs années avant que l’action de l’opéra ne commence, Sémiramis, fille du roi d’Égypte, est tombée amoureuse du prince indien Scitalce, connu à la cour d’Égypte sous le nom d’Idreno. Le roi ayant refusé que sa fille épouse le jeune homme, le couple décide de s’enfuir. Néanmoins, après avoir reçu une lettre de Sibari (secrètement amoureux de la princesse) accusant faussement Sémiramis d’infidélité, Scitalce poignarde la jeune fille et la laisse pour morte. Sémiramis n’est en fait que blessée ; elle se fait passer pour morte et quitte l’Égypte. Elle rencontre alors le roi de Babylone, Ninos, l’épouse et lui donne un fils, également prénommé Ninos. Le roi de Babylone meurt subitement ; son fils étant incapable de régner, Sémiramis décide de se faire passer pour lui en revêtant des habits masculins afin de régner à sa place.
Pendant ce temps, Mirteo, le jeune frère de Sémiramis, a été envoyé dans le royaume de Bactriane où il est tombé amoureux de la princesse royale Tamiri. La Bactriane étant sous la tutelle du royaume de Babylone, le choix de l’époux de Tamiri doit être validé par le roi de Babylone. Désormais en âge de se marier, Tamiri se rend donc dans la capitale mésopotamienne où l’attendent trois prétendants : Mirteo, prince d’Égypte (accompagné de Sibari), Scitalce, prince d’une région des Indes  et Ircano, prince scythe.
L’action de l’opéra se déroule à Babylone, vers 850 avant Jésus-Christ.

### Acte I

#### Scène 1
Une entrée monumentale du palais royal.
Après avoir accueilli la princesse Tamiri et l’avoir installée à ses côtés, Sémiramis (qui se fait passer pour le roi Ninos) demande aux trois prétendants de se présenter. Ircano, Mirteo et Scitalce débarquent de leur navire respectif en grand équipage et prennent successivement la parole en énumérant leurs titres. Sémiramis reconnaît immédiatement Scitalce et interrompt la cérémonie, avant même que Tamiri ait pu faire état officiellement de son choix qui se porte justement sur Scitalce, ce qui ne fait qu’ajouter au trouble de Sémiramis. Celle-ci invite alors toute l’assemblée à un grand banquet qui aura lieu le soir même et au cours duquel Tamiri annoncera qui elle a choisi pour époux.
Sibari, qui accompagne Mirteo, a reconnu Sémiramis et décide de rester seul avec elle afin de savoir dans quelles circonstances une princesse d’Égypte que l’on croyait morte a pu devenir roi de Babylone. Après lui avoir conté ses aventures, la reine lui fait jurer de garder le secret afin de préserver sa vie, son trône et son honneur. 

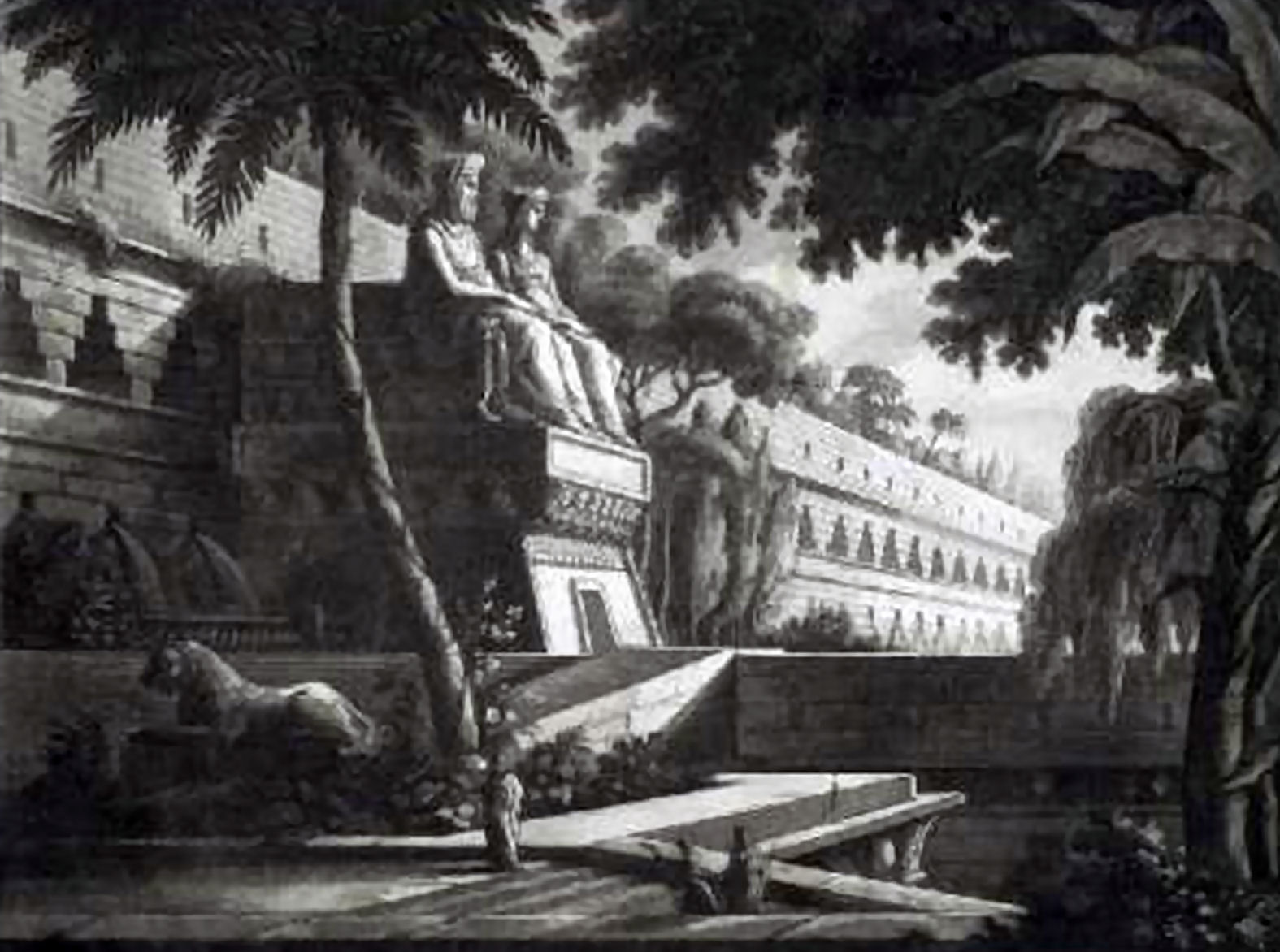
Décor d’Antonio Basoli pour la reprise de l’opéra à Bologne en 1820. Les jardins suspendus de Babylone

#### Scène 2
Les jardins suspendus.
Bouleversé (air « Sperai su questa sponda »),  Scitalce révèle à Sibari que lui aussi a reconnu Sémiramis sous les traits du roi Ninos. Arrive alors Sémiramis qui traite Scitalce comme si de rien n’était ; celui-ci lui répond sur le même ton et demande même officiellement au « roi » de faire savoir à la princesse Tamiri qu’il est éperdument amoureux d’elle. Dans le duo « Tacer vorrei/Parlar vorrei », les deux protagonistes se plaignent, chacun de leur côté, de la difficulté de leur situation respective.
Des intrigues se préparent cependant : c’est d’abord le traître Sibari qui, seul sur scène, se déclare prêt à tous les crimes pour pouvoir devenir l’époux de Sémiramis et roi de Babylone. C’est ensuite au tour de Sémiramis d’essayer de ruiner les chances de Scitalce de devenir l’époux de Tamiri : pour ce faire, elle prévient les deux autres prétendants, Mirteo et Ircano, des préférences de la princesse pour Scitalce et les incite à prendre les devants.

#### Scène 3
Une salle éclairée dans le palais royal.
L’heure du grand banquet au cours duquel la princesse Tamiri doit annoncer qui sera son époux est arrivée. Ircano fait savoir à Sibari qu’il est prêt à défier en duel Scitalce si c’est ce dernier qui devait être choisi par Tamiri. Sibari lui apprend alors qu’étant persuadé que Tamiri élira effectivement Scitalce, il a versé du poison dans la coupe que doit offrir Tamiri à son futur époux.
Sémiramis, Tamiri, Mirteo et Scitalce entrent alors, suivis de toute la cour. Dans l’air « Il piacer, la gioia scenda » qui est sans doute le plus célèbre de l’opéra, Sémiramis formule des vœux de bonheur pour les futurs époux. Puis, elle invite Tamiri à rendre public son choix. Comme prévu, il se porte sur Scitalce, qui renonce cependant à la surprise générale, se déclarant indigne de cet honneur. Tous les esprits commencent alors à s’échauffer contre Scitalce qui est défendu par la seule Sémiramis. Cette dernière propose alors à Tamiri de choisir un autre prétendant. La princesse s’exécute et opte pour Ircano. Elle lui tend alors la coupe qu’il sait empoisonnée. Après quelques instants d’indécision, il jette la coupe sur le sol. Dans le trio « Di gioia, di pace » (qui reprend la musique du trio « Che barbaro tormento » de Romilda e Costanza), les trois prétendants craignent que les réjouissances ne se terminent tragiquement. De fait, le geste d’Ircano succédant au refus de Scitalce provoque la colère de toute la cour : Mirteo s’en prend à Ircano qui lui-même rejette la faute sur Scitalce. La princesse Tamiri n’est pas loin de partager ce sentiment. Le combat va s’engager lorsque Sémiramis ordonne à tous de se calmer.

### Acte II

#### Scène 1
Une vaste salle du palais royal.
Mirteo se désole que Tamiri ne l’ait pas choisi comme époux. Demandant à Tamiri de justifier son choix, celle-ci lui répond dans l’air « D’un genio che m’accende » que son choix n’est justifié que par l’amour qu’elle éprouve pour Scitalce.
De son côté, Ircano demande à Sibari d’aller trouver Tamiri afin que ce dernier lui explique que c’est parce qu’il a empoisonné la coupe du futur époux qu’Ircano s’est vu contraint de refuser le mariage qui lui était proposé. Sibari refuse et propose à Ircano de l’aider à enlever la princesse. Ircano, bien que réticent, accepte.
Mais voici Sémiramis avec Tamiri. Tamiri demande à être vengée de l’humiliation que lui a fait subir Scitalce, mais ne peut se résoudre à demander la mort de ce dernier. On amène alors Scitalce enchaîné, ce qui fait fuir Tamiri. Sémiramis opte alors pour la franchise : elle indique au prisonnier qu’elle est la princesse Sémiramis qu’il aimait jadis et qu’elle est prête à lui pardonner d’avoir tenté de la tuer s’il est d’accord pour l’épouser. Scitalce rejette la proposition et accuse Sémiramis de duplicité. Furieuse, elle ordonne à ce qu’il soit reconduit dans sa cellule.

#### Scène 2
Les rives de l’Euphrate.
Le combat fait rage entre les soldats égyptiens de Mirteo et les soldats scythes d’Ircano. Mirteo a en effet surpris la tentative d’enlèvement de la princesse Tamiri par Ircano. Ce dernier est rapidement fait prisonnier et jure vengeance.
Juste après qu’Ircano ait été emmené sous bonne garde, Mirteo vient remercier Sibari de l’avoir prévenu de cette tentative d’enlèvement. Le traître informe alors Mirteo qu’il a reconnu en Scitalce l’assassin de sa sœur Sémiramis (que Mirteo semble être le seul à ne pas avoir reconnue sous les traits du roi Ninos). Furieux, Mirteo veut demander audience au roi de Babylone afin que soit enfin expié le meurtre de sa sœur.

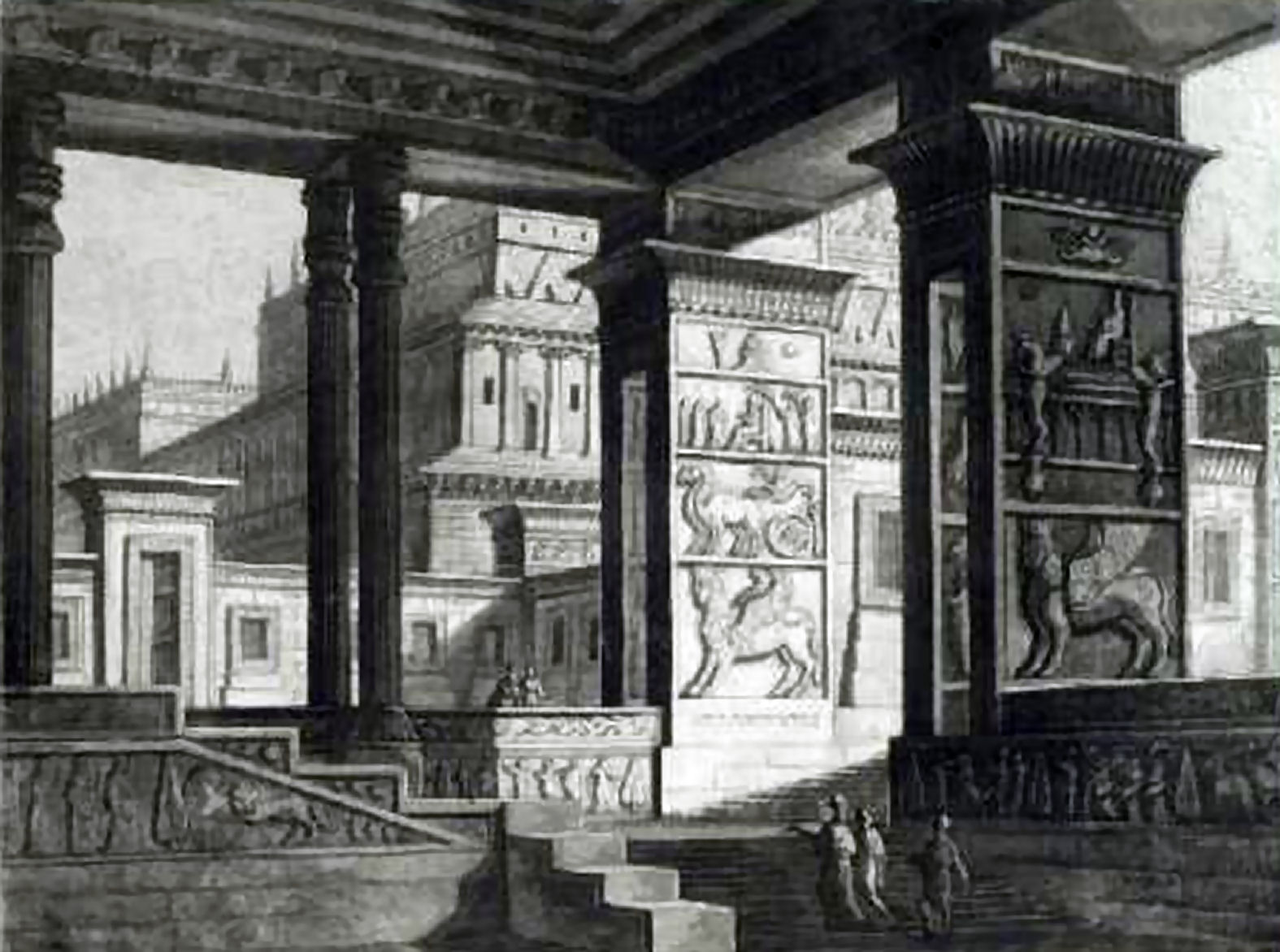
Décor d’Antonio Basoli pour la reprise de l’opéra à Bologne en 1820. Le palais royal de Babylone

#### Scène 3
Les appartements royaux.
Sémiramis reçoit d’abord Ircano et lui ordonne de partir, sa tentative d’enlèvement de Tamiri lui ayant ôté toute chance de pouvoir l’épouser. Ircano refuse et exige d’être confronté à Scitalce, ce que refuse à son tour Sémiramis.
Survient alors Mirteo qui veut lui aussi affronter Scitalce. Sémiramis ne comprend pas ses motivations et refuse une fois encore d’organiser un combat entre Scitalce et les autres prétendants.
Après le départ de Mirteo, Sémiramis fait venir Scitalce et lui propose une dernière fois de l’épouser. Quoique troublé, le jeune prince dédaigne à nouveau la proposition. Furieuse, Sémiramis lui rend ses armes et lui annonce qu’il devra affronter en combat singulier Mirteo.
Mirteo revient sur ces entrefaites. Lorsqu’il apprend qu’il pourra se battre contre Scitalce, il exulte et se réjouit à l’idée de pouvoir assouvir toute sa haine à l’encontre de Scitalce. Ce dernier semble ébranlé, à la fois par l’amour sincère que semble lui témoigner Sémiramis, et par la haine évidente (et un peu inexplicable) qu’il inspire à Mirteo (air « Incerto palpito »).

#### Scène 4
Un amphithéâtre.
Sémiramis et toute la cour s’installent dans les gradins pour assister au combat. Ircano tente de forcer l’entrée pour pouvoir participer au combat. Sommé de se justifier, il explique que la tentative d’enlèvement de la princesse Tamiri a été imaginée par Sibari.
Arrivent alors Mirteo, Scitalce et Tamiri. La princesse demande à Mirteo de ne pas se battre contre Scitalce. Il lui répond qu’il ne souhaite pas tant venger l’humiliation qu’il lui a fait subir, que de faire expier le meurtrier de sa sœur. Scitalce explique alors qu’il a poignardé Sémiramis après que Sibari l’ait informé de son infidélité. Toutes ses manigances ayant été dévoilées, Sibari menace de révéler que le roi Ninos n’est autre que Sémiramis. Celle-ci prend alors les devants et reconnaît devant toute la cour qu’elle s’est substituée à son propre fils, ce dernier étant dans l’incapacité de régner. Après avoir rappelé qu’elle a apporté la paix et la prospérité à son royaume, elle ôte sa couronne et remet son sort entre les mains de son peuple.
La cour reconnaît la grandeur et les qualités de Sémiramis. Scitalce avoue de son côté qu’il n’a jamais cessé de l’aimer et Mirteo se jette dans les bras de sa sœur. Ircano réclame la tête du traître Sibari avant de rentrer dans son royaume. Sémiramis lui demande d’être magnanime. Impressionnés par sa sagesse, Mirteo et Ircano couronnent Sémiramis reine de Babylone, tandis que Tamiri accepte finalement d’épouser Mirteo.

## Genèse

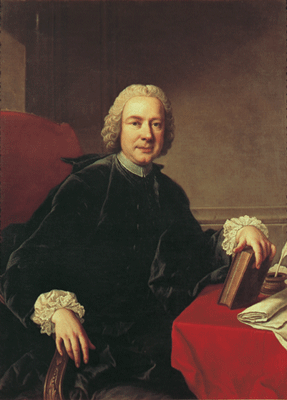
Pietro Metastasio, ou Métastase, auteur du livret original de Semiramide riconosciuta

Après la création de son premier opéra italien Romilda e Costanza  en 1817, Meyerbeer parcourt toute l’Italie durant le printemps et l’été 1818, assistant au plus grand nombre de représentations d’opéras possible, avec une prédilection marquée pour les œuvres de Rossini. Il informe son frère, le poète et dramaturge Michael Beer, avoir signé en septembre un contrat pour un nouvel opéra qui doit être donné à Turin en 1819, pendant le carnaval.
Meyerbeer est soutenu dans ce projet par la célèbre cantatrice Carolina Bassi, qui s’est prise d’amitié pour le jeune compositeur et qui obtiendra de lui de conserver les droits exclusifs sur l’exploitation de l’opéra (ce qui en limitera fortement les reprises dans d’autres théâtres). Bien des années plus tard, Meyerbeer remerciera la chanteuse d’avoir usé de sa célébrité pour ouvrir les portes de l’opéra de Turin à un « jeune compositeur totalement inconnu en Italie » en lui permettant d’y faire représenter Semiramide riconosciuta.
Le choix d’un livret composé quatre-vingt-dix ans plus tôt s’inscrit dans le mouvement de réaction qui s’est répandu en Europe après les guerres napoléoniennes. En effet, monter des opéras nouveaux basés sur des livrets de Métastase, poète préféré de la cour impériale autrichienne au milieu du XVIIIe siècle, était une manifestation dans le monde de l’opéra du retour des monarchies et d’un certain conservatisme politique, comme si la Révolution française n’avait jamais eu lieu. Ainsi, le livret de Demetrio sera mis en musique en 1823 par Simon Mayr pour son dernier opéra. Toujours en 1823, Saverio Mercadante reprendra un livret écrit par Métastase pour composer son Didone abbandonata.
Néanmoins, le texte original de Métastase développe une intrigue dont l’extrême complexité est totalement inadaptée aux années 1820. L’adaptation du livret porte à la fois sur le texte et sur la structure de l’histoire : l’intrigue est simplifiée et raccourcie ; de longs récitatifs sont purement et simplement coupés ; certains airs sont réécrits ou remplacés par des duos ou des ensembles.
Pour sa partition, Meyerbeer réutilise des morceaux composés pour son opéra précédent Romilda e Costanza. Pour l’ouverture de Semiramide, il adapte l’ouverture de Romilda, à laquelle il ajoute une nouvelle introduction au style solennel. De même, il reprend dans le final de l’acte I de Semiramide la musique du trio (qui avait connu un grand succès) « Che barbaro tormento » de Romilda.

## Création
La création a lieu en présence du roi et de la reine de Piémont-Sardaigne et recueille un triomphe, qui s’adresse aussi bien au compositeur qu’à Carolina Bassi. Ce succès ne sera qu’éphémère cependant, puisque l’opéra ne sera repris que deux fois au XIXe siècle, d’abord à Bologne, puis à Senigallia.
Pour ces reprises, Meyerbeer effectue une révision de sa partition et fait appel à Gaetano Rossi pour réaliser les adaptations nécessaires du livret. C’est également lors de ces reprises que l’ouvrage est intitulé Semiramide riconosciuta, et non plus simplement Semiramide. Les nouveaux morceaux composés par Meyerbeer à l'occasion de ces reprises sont considérés comme perdus. Les reprises de Bologne bénéficient des décors grandioses créés par le peintre, décorateur et metteur en scène Antonio Basoli.
La version originale de l’opéra n’est connue que par une copie manuscrite. La partition autographe a disparu au cours de la seconde guerre mondiale.
R. Letellier remarque que la partition de Meyerbeer est clairement inspirée des opéras de Rossini, notamment Tancredi et Armida. Il croit également y déceler des signes de l’admiration que Meyerbeer portait à Mozart, avec des références à Così fan tutte dans l’ouverture et aux Noces de Figaro dans la cavatine de Tamiri (« D’un genio che m’accende »).

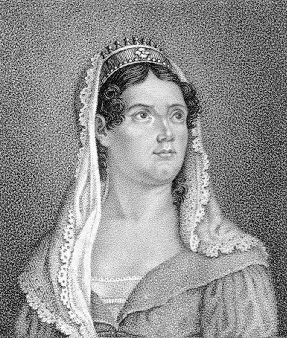
Carolina Bassi, créatrice du rôle de Sémiramis

## Interprètes de la création
| Rôle       | Tessiture     | Distribution de la création, 1819 (Chef d’orchestre: Giacomo Meyerbeer) |
| ---------- | ------------- | ----------------------------------------------------------------------- |
| Semiramide | alto          | Carolina Bassi                                                          |
| Ircano     | ténor         | Claudio Bonoldi                                                         |
| Scitalce   | mezzo-soprano | Adelaide Dalman-Naldi                                                   |
| Mirteo     | basse         | Raimondo Onesti                                                         |
| Tamiri     | soprano       | Teresa Cantarelli                                                       |
| Sibari     | ténor         | Ludovico Bonoldi                                                        |

## Discographie
- 2005 – Deborah Riedel, Filippo Adami, Fiona James, Wojtek Gierlach, Olga Peretyatko, Leonardo Silva – Orchestre Philharmonique du Württemberg, Richard Bonynge – Naxos 8.660205-06 (CD)
- 2006 – Clara Polito, Aldo Caputo, Eufemia Tufano, Federico Sacchi, Stefania Grasso, Roberto De Biasio – Orchestra Internazionale d’Italia, Rani Calderon – Dynamic 533/1-2 (CD)

On pourra également entendre l’air de Sémiramis du premier acte « Il piacer, la gioia scenda » dans le CD :
- Meyerbeer in Italy, extraits des six opéras italiens composés par Meyerbeer et interprétés par Yvonne Kenny, Bruce Ford, Diana Montague, Chris Merritt, Della Jones, Alastair Miles, l’orchestre Philharmonia et le Royal Philharmonic Orchestra sous la direction de David Parry – Opera Rara ORR222 (CD)